# 1967 في السعودية
تحتوي هذه المقالة على أهم الأحداث التي شهدتها السعودية في 1967، إضافة إلى أهم الشخصيات السعودية التي وُلدت أو تُوفيت في هذه السنة.

## السياسة

### الحكم
الملك: فيصل بن عبد العزيز آل سعود.

## أحداث
- تأسيس جامعة الملك عبد العزيز.

### فبراير
- 11: انفجار قنبلة خارج مبنى وزارة الدفاع في العاصمة الرياض.

### مايو
- 8: زيارة الملك فيصل إلى المملكة المتحدة بدعوة رسمية من الملكة اليزابيث والتي توجت بإعادة العلاقات بين البلدين.[1][2]
- 26: الملك فيصل يجتمع بسفراء الدول العربية في لندن وبروكسيل ليحذرهم عن نية إسرائيل الهجوم على الدول العربية المجاورة.[1]

### يونيو
- 6:
  - إرسال القوات السعودية إلى الأردن للمشاركة في الحرب ضد إسرائيل.[3]
  - قيام كل من السعودية والكويت والعراق وليبيا بإيقاف تصدير النفط إلى الولايات المتحدة وبريطانيا وألمانيا الغربية، كما قامت كل من سوريا ولبنان بإيقاف مرور النفط عبر أراضيها.[4]
- 10: الملك فيصل يأمر بقطع إمدادات البترول عن بريطانيا والولايات المتحدة بسبب مساندتهما إسرائيل في حرب 1967.[1]
- 22: قيام الملك فيصل بالإعلان عن وضع كل موارد الدولة تحت تصرف الأردن وتأكيد دعمها في مواجهة إسرائيل.

### أغسطس
- 9: أعلنت وزارة الاتصالات عن بدء تشييد محطة هاتفية آلية في الخبر، ضمن مشروع وطني لتحديث أنظمة الاتصالات. ومن المقرر الانتهاء من المبنى المكون من ثلاثة طوابق - والمصمم لاستيعاب 10 آلاف خط - بحلول أبريل المقبل. كما سيُشرع هذا الشهر في إنشاء محطة مماثلة بالدمام بسعة 20 ألف خط، تليها محطات في الهفوف والقطيف. صممت شركة "دار الهندسة" في بيروت الهيكل الخرساني ذا الأسقف المزدوجة ليتحمل الظروف المناخية الصعبة، خاصة الرطوبة العالية وأملاح الهواء، مما يضمن كفاءة التشغيل على المدى الطويل.[5]
- 29: الملك فيصل يرأس الوفد السعودي في القمة العربية بالخرطوم والتي تخللتها الدعم المالي من السعودية وعدة دول إلى الدول المتضررة من العدوان وهدنة إعلامية بين السعودية ومصر.[6]
- 31: لقاء بين الرئيس المصري جمال عبد الناصر والملك فيصل في الخرطوم على هامش القمة، وتم فيه التوصل إلى اتفاقية جديدة بخصوص القضية اليمنية. بموجبه قامت مصر بسحب قواته من اليمن خلال ثلاثة أشهر وقامت السعودية بإيقاف الدعم للملكيين من أتباع الإمام محمد البدر في اليمن.[4]

### سبتمبر
- 20: قيام الملك فيصل بزيارة إلى الصومال ولقاء الرئيس الصومالي عبد الرشيد شارماركي في مقديشو وإجراء مباحثات معه.[1]

### أكتوبر
- 30: وصول حسين الشافعي نائب الرئيس المصري إلى الرياض وقيامه بالتباحث مع الملك فيصل حول إزالة آثار العدوان الإسرائيلي.[1]

### نوفمبر
- 12: قيام الملك فيصل باستقبال الرئيس اللبناني شارل حلو في الرياض.[1]

## مواليد
- حياة سندي، طبيبة وعالمة.

## وفيات
- ثامر بن سعود بن عبد العزيز آل سعود، الابن العاشر من أبناء الملك سعود.